# Triangel (muziekinstrument)
De triangel is een metalen slaginstrument dat behoort tot de klasse van de idiofonen. Het instrument bestaat uit een driehoekig gebogen metalen staaf, en wordt opgehangen aan de bovenkant en aangeslagen met een kleiner metalen staafje. Dat gebeurt bij voorkeur op de zijde tegenover de opening, voor de mooiste klank. De triangel brengt slechts drie klokjesachtige, maar doordringende tonen voort en wordt onder meer in een orkest gebruikt. Roffels worden in een van de dichte hoeken geproduceerd door het staafje snel heen en weer te bewegen. Een triangel komt voor in verschillende formaten: kleinere klinken hoger dan grotere, hoewel de exacte toonhoogte van een triangel (anders dan die van een pauk) in de muziek geen rol speelt. 
De triangel bereikte Europa in de zeventiende eeuw vanuit Turkije, en is sinds de negentiende eeuw een van de meest gebruikte slagwerkinstrumenten in het symfonieorkest.
Prominente triangelpassages:
- Joseph Haydn : oratorium "Die Jahreszeiten" (lange roffels in het nr. 28, het Wijnfeest). Een van de vroegste toepassingen van de triangel in muziekstukken die tot op heden repertoire hielden (1801).
- Hector Berlioz : Harold en Italie (in deel 1 : "Harold aux montagnes")(1834)
- Emmanuel Chabrier: Suite Pastorale (openingsmaten)
- Alexander Borodin : Polovetser Dansen (uit de opera "Prins Igor")
- Antonin Dvořák : 9de symfonie (in het scherzo)
- Henry Mancini : Pink Panther (in het mineurthema)